# Vinköls distrikt
Vinköls distrikt är ett distrikt i Skara kommun och Västra Götalands län. 
Distriktet ligger sydväst om Skara. 

## Tidigare administrativ tillhörighet
Distriktet inrättades 2016 och utgörs av socknen Vinköl i Skara kommun.
Området motsvarar den omfattning Vinköls församling hade vid årsskiftet 1999/2000.